# Viguieranthus pervillei
Viguieranthus pervillei är en ärtväxtart som först beskrevs av Emmanuel Drake del Castillo, och fick sitt nu gällande namn av Villiers. Viguieranthus pervillei ingår i släktet Viguieranthus och familjen ärtväxter. IUCN kategoriserar arten globalt som livskraftig. Inga underarter finns listade i Catalogue of Life.